# طريق سريع للجنة
طريق سريع للجنة (بالإنجليزية: Paradise Highway)‏ هو فيلم إثارة أمريكي لعام 2022، من سيناريو وإخراج آنا جوتو، وبطولة جولييت بينوش، وفرانك جريلو، ومورجان فريمان. صدر الفيلم في الولايات المتحدة في 29 يوليو 2022. وتم عرضه أيضًا في مهرجان لوكارنو في أغسطس 2022.

## روابط خارجية
- طريق سريع للجنة على موقع IMDb (الإنجليزية)
- طريق سريع للجنة على موقع ميتاكريتيك (الإنجليزية)
- طريق سريع للجنة على موقع روتن توميتوز (الإنجليزية)
- طريق سريع للجنة على موقع نتفليكس (الإنجليزية)
- طريق سريع للجنة على موقع ألو سيني (الفرنسية)
- طريق سريع للجنة على موقع أول موفي (الإنجليزية)
- طريق سريع للجنة على موقع قاعدة بيانات الفيلم (الإنجليزية)
- طريق سريع للجنة على موقع ليتربوكسد (الإنجليزية)
- طريق سريع للجنة على موقع كينوبويسك (الروسية)